# Daniel Aricó
Daniel Vicente Aricó (Puerto General San Martín, nacido el 2 de septiembre de 1951 - 9 de septiembre de 2020) es un exfutbolista argentino. Se desempeñaba como delantero y debutó profesionalmente con Rosario Central, club con el que fue campeón en dos oportunidades.

## Carrera
Aricó debutó en Rosario Central en el Nacional 1971, durante un período de tres fechas en el que los jugadores profesionales se encontraban en huelga. Su primer encuentro fue ante Racing Club el 7 de noviembre (victoria canalla 4-2); al partido siguiente marcó su primer tanto en la goleada 6-2 ante Boca Juniors. Su participación en el torneo se completaría con otra victoria, esta vez ante Vélez Sarsfield y por 2-1. Estos triunfos ayudaron a afianzar la clasificación de Central a semifinales del torneo, el cual terminaría obteniendo tras vencer a San Lorenzo de Almagro 2-1 en el encuentro decisivo.
Durante 1972 no disputó partidos con la primera canalla; en 1973, y con la llegada a la conducción técnica de Carlos Griguol, Aricó fue ganando lugar en el equipo titular. Marcó un gol en el clásico rosarino del 4 de abril, válido por la 5.ª fecha del Metropolitano (victoria canalla 4-1). Su participación en la obtención del Nacional fue importante, compartiendo delantera con Roberto Cabral y Ramón Bóveda. En el arranque del torneo marcó tres goles olímpicos: ante Belgrano de Córdoba (el 5 de octubre, triunfo 4-0), Atlético Tucumán (10 de octubre, empate 1-1) y Chaco For Ever (21 de octubre, victoria 2-1).

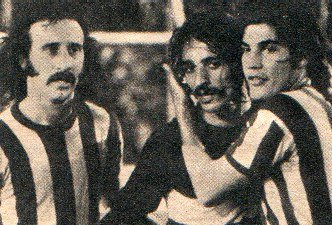
Daniel Aricó junto a Aldo Poy y Vicente Pernía, de Boca, en 1973.

Para 1974 vio su participación disminuida, sobre todo ante la llegada de Mario Kempes al club de Arroyito, siendo transferido a Argentinos Juniors en 1975. Al año siguiente pasó a Colón, donde volvió a mostrar su mejor juego, disputando 146 partidos y marcando 41 goles durante cuatro temporadas. Luego de un breve paso por Atlético Nacional de Colombia, retornó a su país natal para jugar primeramente en Tigre y luego en Deportivo Morón, donde efectivizó su retiro.
Disputó un encuentro con la Selección Argentina, aunque de carácter no oficial. El mismo sucedió el 21 de noviembre de 1973 en el estadio de Colón, donde la alineación albiceleste, dirigida por Omar Sívori, enfrentó a un seleccionado de la ciudad de Santa Fe. El partido finalizó 1-1; Aricó marcó el tanto argentino a los 41 minutos y luego fue remplazado por Daniel Borgna. Se recurrió a la definición por penales para desempatar, venciendo Argentina 4-3.
Falleció en septiembre de 2020.

## Clubes
| Club               | País      | Año       |
| ------------------ | --------- | --------- |
| Rosario Central    | Argentina | 1971-1974 |
| Argentinos Juniors | Argentina | 1975      |
| Colón              | Argentina | 1976-1979 |
| Atlético Nacional  | Colombia  | 1980      |
| Tigre              | Argentina | 1981      |
| Deportivo Morón    | Argentina | 1982      |

## Palmarés
| Título           | Equipo                | País      | Año    |
| ---------------- | --------------------- | --------- | ------ |
| Primera División | C. A. Rosario Central | Argentina | N-1971 |
| Primera División | C. A. Rosario Central | Argentina | N-1973 |